# Mercedes-Benz C 215
Der Mercedes-Benz C 215 ist ein Luxuscoupé, das unter der Bezeichnung Mercedes-Benz CL-Klasse verkauft wurde. Der C 215 basiert auf der Plattform der S-Klasse-Limousine (Baureihe 220), verfügt jedoch über ein eigenständiges Karosseriedesign. Es wurden auch die gleichen Motoren verbaut, allerdings nur die hubraumstarken Ottomotoren.
Auf dem Genfer Automobilsalon im März 1999 hatte die
Mercedes-Benz Baureihe C 215 zunächst mit dem CL 500 ihre Weltpremiere. Der Verkauf in Europa und Japan startete im September 1999. Anfang 2000 kam der CL 600 mit einem Zwölfzylinder-Motor hinzu.
Bis März 2006 wurden rund 46.800 Coupés der Baureihe C 215 verkauft.

## Allgemeines
Ausstattung

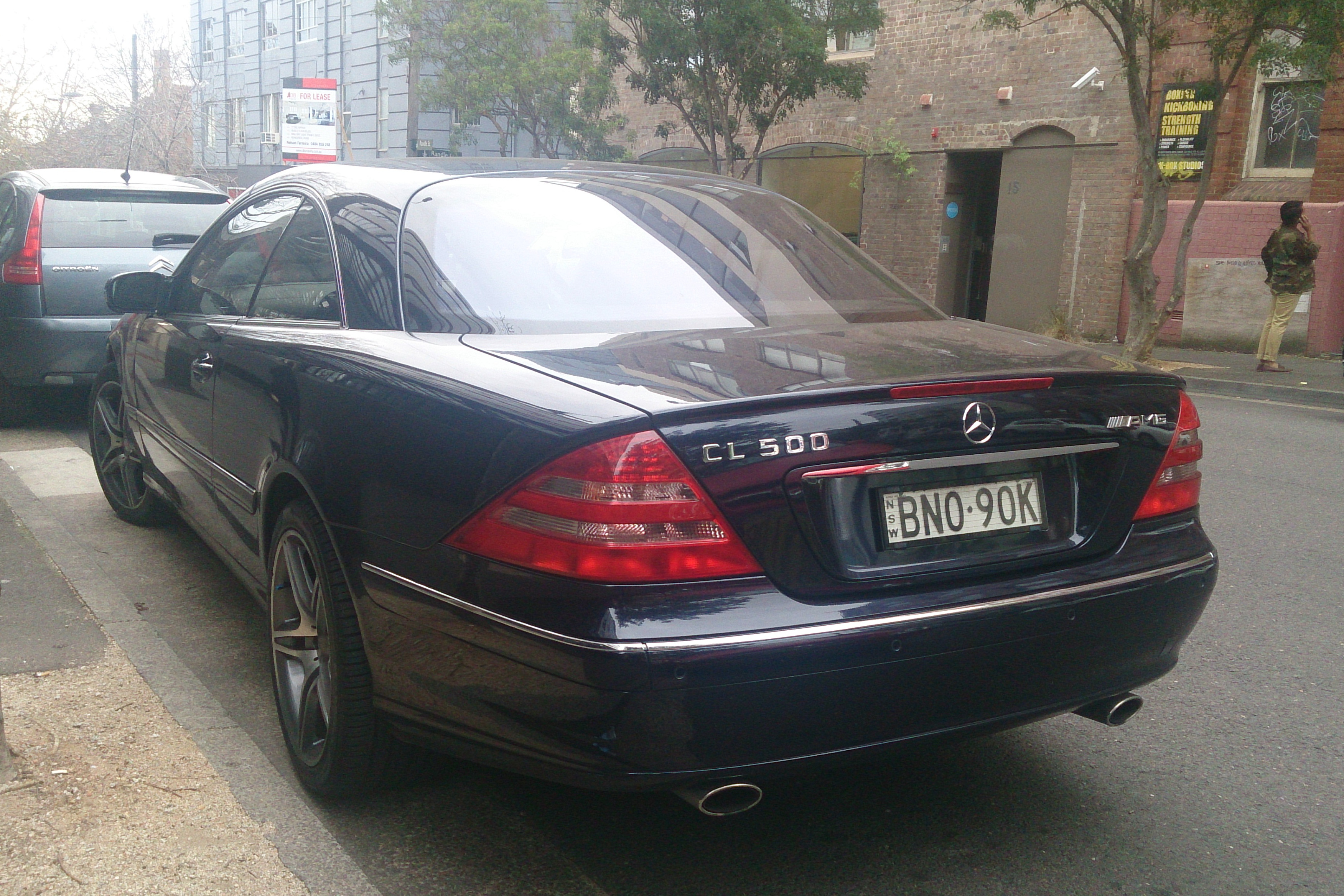
Heckansicht

Serienmäßig im Mercedes-Coupé C 215 kam die auf einer Stahlfederung basierende Aktive Radaufhängung Active Body Control (ABC) zum Einsatz. Auf Stabilisatoren konnte prinzipbedingt verzichtet werden. Der C 215 war somit der erste Pkw aus deutscher Produktion, der mit einem aktiven Fahrwerk ausgerüstet war. Diese Technologie ist außer dem CL nur in der Mercedes S- und SL-Klasse verfügbar. Sämtliche anderen Fahrwerke (die sogenannten aktiven Fahrwerke von Citroën oder Dynamic Drive von BMW (aktive Stabilisatoren, Active Roll Stabilization (ARS))) sind lediglich adaptive Fahrwerke. Auf Basis von Sensorsignalen und mit Hilfe spezieller Hydraulikzylinder an den Achsen kompensiert ABC Wank- und Nickbewegungen der Karosserie beim Anfahren, bei Kurvenfahrt und beim Bremsen fast vollständig (Wankstabilisierung). Technisch wäre auch eine vollständige Kompensation möglich, wird aber im Hinblick auf die Fahrergewohnheiten nicht angewendet.
Serienausstattung des Coupés waren:
- Bremsassistent (BAS)
- Bi-Xenon-Scheinwerfer mit Reinigungsanlage
- Parktronic (Einparkhilfe)
- Multifunktionslenkrad
- Fünfgang-Automatik mit Tipp-Schaltung
- Tempomat mit dem variablen Geschwindigkeitsregler Speedtronic
- Klimatisierungsautomatik mit Aktivkohlefilter
- vorne elektrisch verstellbare Ledersitze mit Memory-Funktion

Optional erhältlich waren beispielsweise:
- Elektronisches Reifenluftdruck-Kontrollsystem
- Dynamisches Navigationssystem DynAPS
- Keyless Go (schlüsselloser Zugriff und Motorstart)
- Aktive Sitzbelüftung
- Multikontursitze mit Massagefunktion
- Lenkradheizung
- Standheizung
- Heckdeckelzusatzsicherung
- TV
- CD-Wechsler
- Telefon Festeinbau bzw. Handy
- Sprachbediensystem

Erstmals in einem Auto konnte der Käufer eines CL der Baureihe C 215 ab Frühjahr 2001 Naturstein-Zierteile für den Innenraum ordern. In einem patentgeschützten Verfahren werden zunächst hauchdünne Granitscheiben hergestellt (0,6 bis 0,8 Millimeter stark), die dann speziell geformt auf Mittelkonsole, Türinnenverkleidungen, Lenkradkranz und Schalthebel aufgebracht werden. Die Zierteile sind im Rahmen des individualisierten designo-Programms erhältlich.

### Modellpflege
Im Juni 2002 brachte eine Modellpflege dem CL eine geänderte Frontpartie mit Scheinwerfern in moderner Klarglas-Optik sowie überarbeitete Frontstoßfänger. Die Außenspiegelgehäuse enthielten nun eine Umfeldbeleuchtung, die sich automatisch beim Öffnen der Türen oder beim Betätigen der Zentralverriegelung mittels Fernbedienung einschaltet und den Boden neben dem Fahrzeug beleuchtet. Auch die Heckpartie mit den Rückleuchten wurde überarbeitet.
Die Modelle CL 600 und CL 55 AMG erhielten neu entwickelte und deutlich leistungsstärkere Motoren (siehe Abschnitt Motoren).
Im Rahmen der Modellpflege wurde die Sicherheitsausstattung noch ausgefeilter, unter anderem mit sogenannten Up-Front-Sensoren im Vorbau der Karosserie, die bei einem Zusammenstoß frühzeitig die Aufprallschwere erkennen und damit den Beifahrer-Airbag in zwei Stufen auslösen. Die Gurtstraffer werden durch die Sensoren noch früher aktiviert. Neu ist auch die automatische zweistufige Gewichtsklassifizierung des Beifahrers mit Hilfe einer Spezialfolie im Sitzpolster. So wird der rechte Airbag nicht nur nach der Unfallschwere, sondern auch entsprechend dem Mitfahrergewicht zweistufig aktiviert.

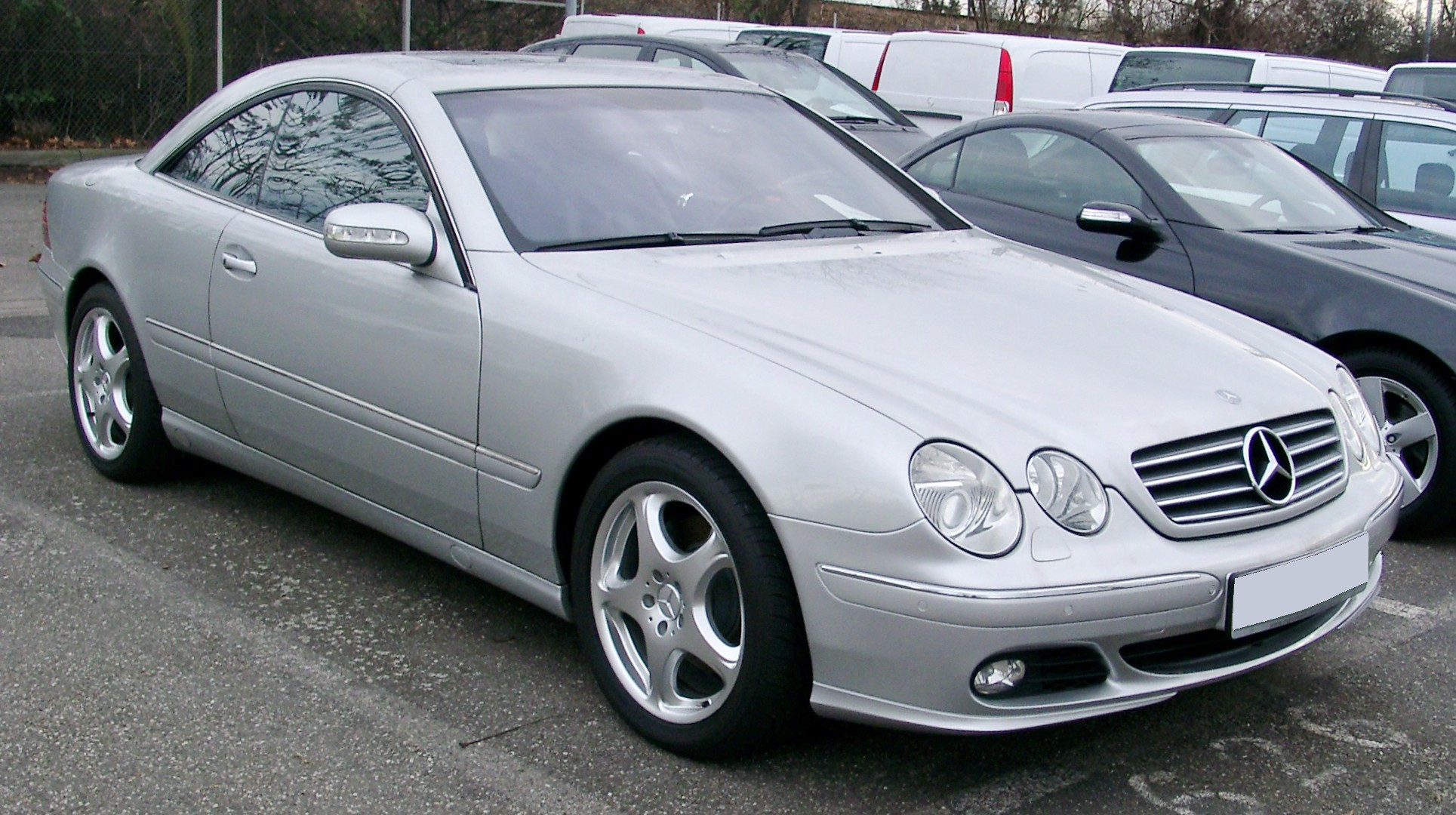
Mercedes-Benz CL 500 (2002–2006)
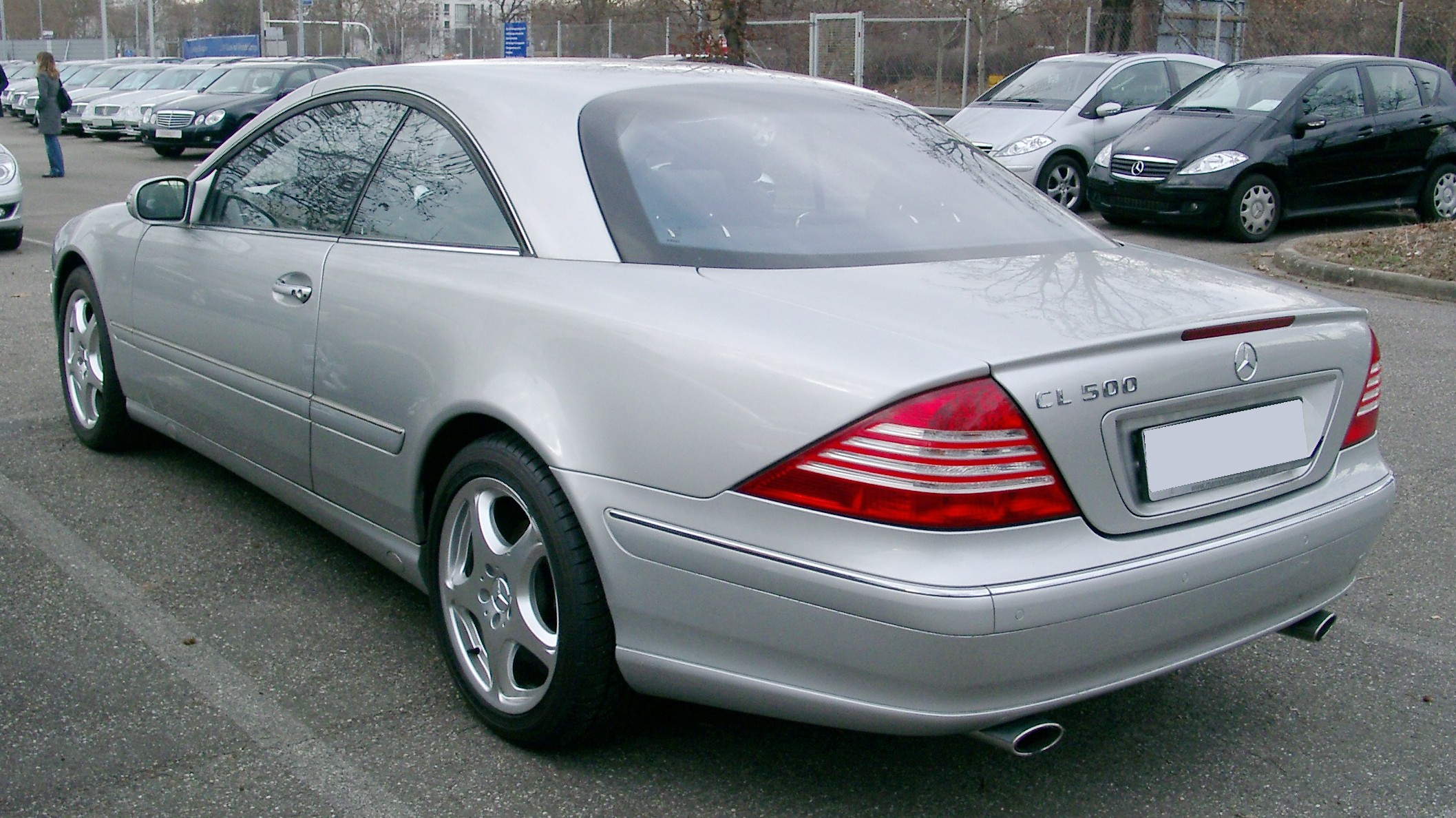
Heckansicht
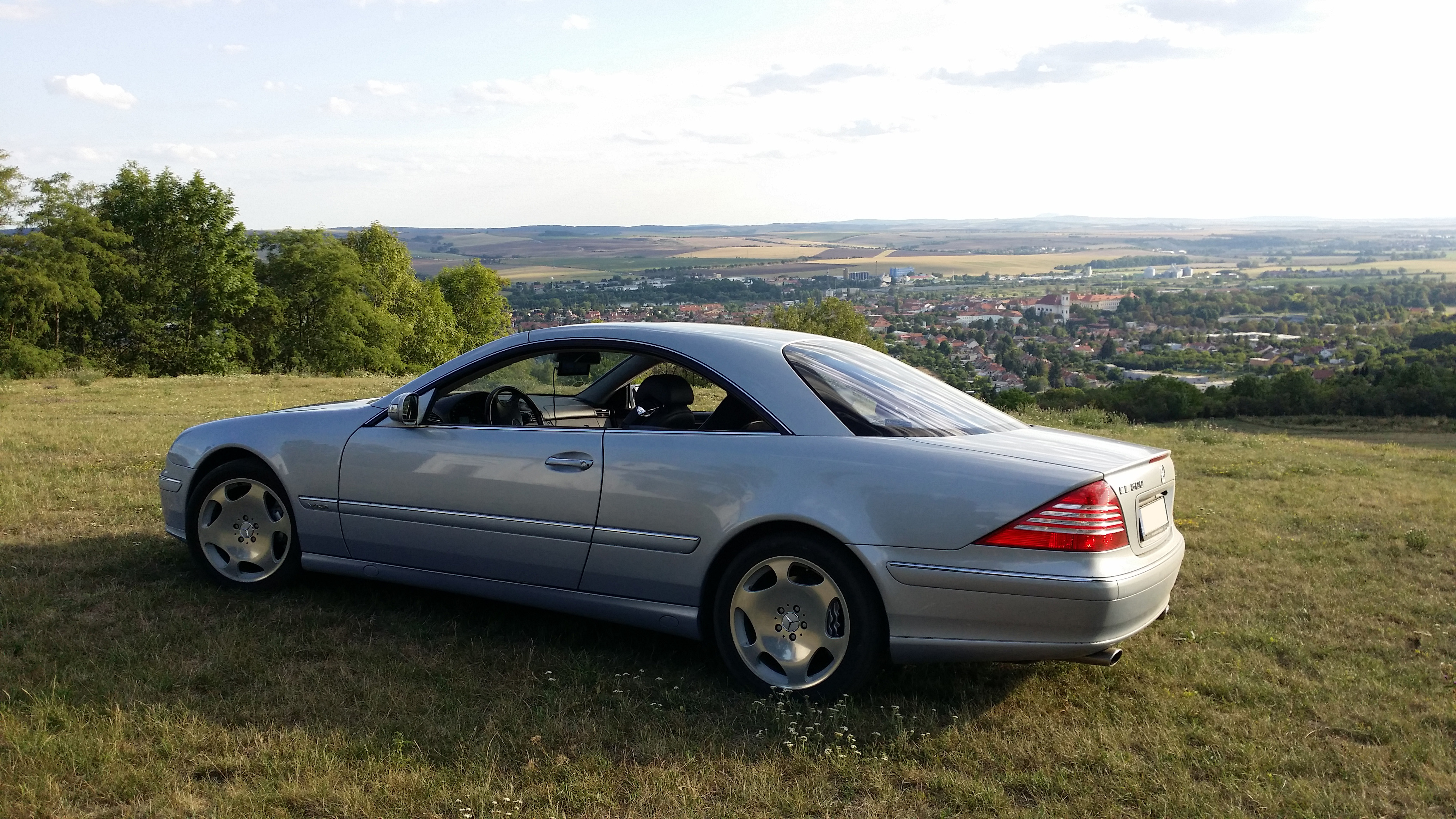
Mercedes-Benz CL 600 (2003) mit seinen einzigartigen Felgen

### Sondermodelle
1999 wurde der CL 55 AMG F1 Limited Edition als Kleinserie mit nur 55 Einheiten als Sondermodell auf Basis des CL 55 AMG gebaut. Der 5,4-l-V8-Motor mit 265 kW (360 PS) wurde unverändert übernommen. Neu war vor allem die C-Brake genannte Carbon-Keramik-Bremsanlage, welche erstmals in einem Serienfahrzeug von Mercedes-Benz eingebaut wurde. Weiterer exklusiver Ausstattungsumfang waren:
- ausschließliche Lackierung in Brillantsilber metallic.
- Schriftzug „F1 Limited Edition“ auf der Mittelkonsole mit fortlaufender Seriennummer
- Beleuchtete Einstiegsleisten mit Schriftzug „F1 Limited Edition“.
- Vordersitze in Schalencharakter, schwarz-silbernem Lederbezug und eingesticktem AMG-Emblem.
- AMG-Sportlenkrad mit perforiertem Leder, Carbon-Dekoreinlagen und Automatik-Wählhebel mit Leder und Carbon.

## Motoren

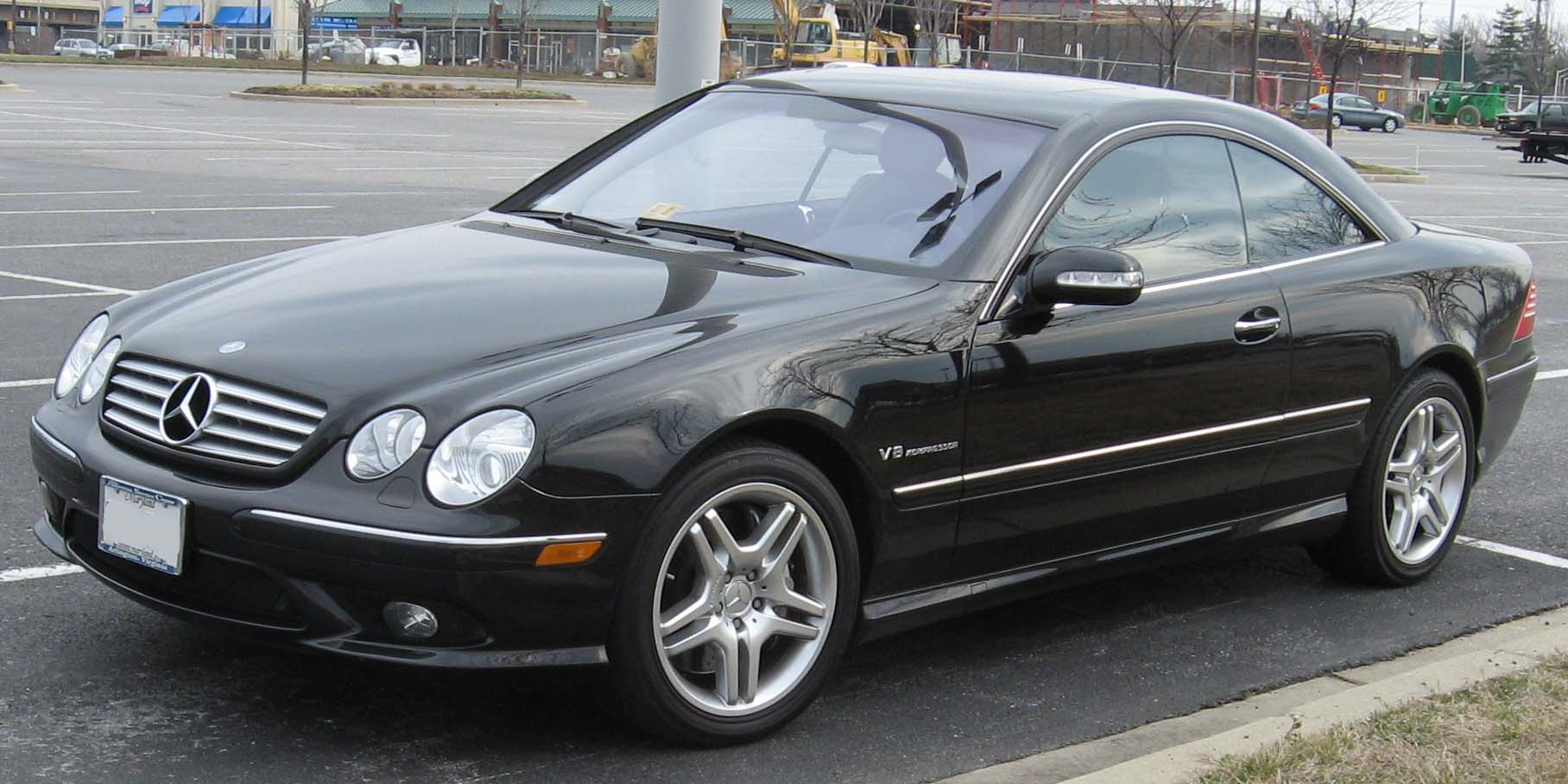
Mercedes-Benz CL 55 AMG (2003)

Das Topmodell CL 600 hatte bis zur Modellpflege der Baureihe im Juni 2002 einen 5,8 Liter großen Zwölfzylindermotor in Leichtbauweise mit Dreiventil-Technik, Doppelzündung mit Wechselspannungs-Zündsystem und Ionenstrom-Diagnose, automatischer Zylinderabschaltung (ZAS), welche den Kraftstoffverbrauch im Teillastbereich reduziert, sechs Katalysatoren und acht Lambdasonden.
Im Sommer 2002 erhielt das Modell CL 600 einen V12-Motor mit Biturbo-Aufladung und einem Ladedruck von einem Bar, aber ohne ZAS. Seine Leistung stieg somit um 36 Prozent und sein Drehmoment um 51 Prozent gegenüber seinem Vorgängermodell. Der CL 500 war mit dem 5,0-Liter-V8-Motor ausgestattet und konnte bis 2002 mit der automatischen Zylinderabschaltung (ZAS) optional aufgerüstet werden. Die Kraftübertragung erfolgte bis 2003 über das 5-Gang-Automatikgetriebe, welches ab 09/2003 durch das 7-Gang-Automatikgetriebe 7G-TRONIC für bessere Beschleunigung, geringeren Verbrauch und erhöhten Komfort abgelöst wurde.
Der CL 55 AMG wurde bis Oktober 2002 mit dem aus dem SL 55 AMG bekannten 5,4-Liter-V8 mit 265 kW (360 PS) angeboten. Sehr selten ist die nur für den Export gebaute (ca. 55 Exemplare) Evo-Variante mit 308 kW (420 PS). Ab November 2002 wurde dieses Triebwerk mit einem Kompressor bestückt. Er entwickelt die gleiche Leistung wie der gleichzeitig angebotene Zwölfzylinder im CL 600, hat jedoch eine deutlich sportlichere Charakteristik. Ein Fünfgang-Automatikgetriebe mit Schalteinrichtung im Lenkrad unterstreicht das sportliche Fahrerlebnis.

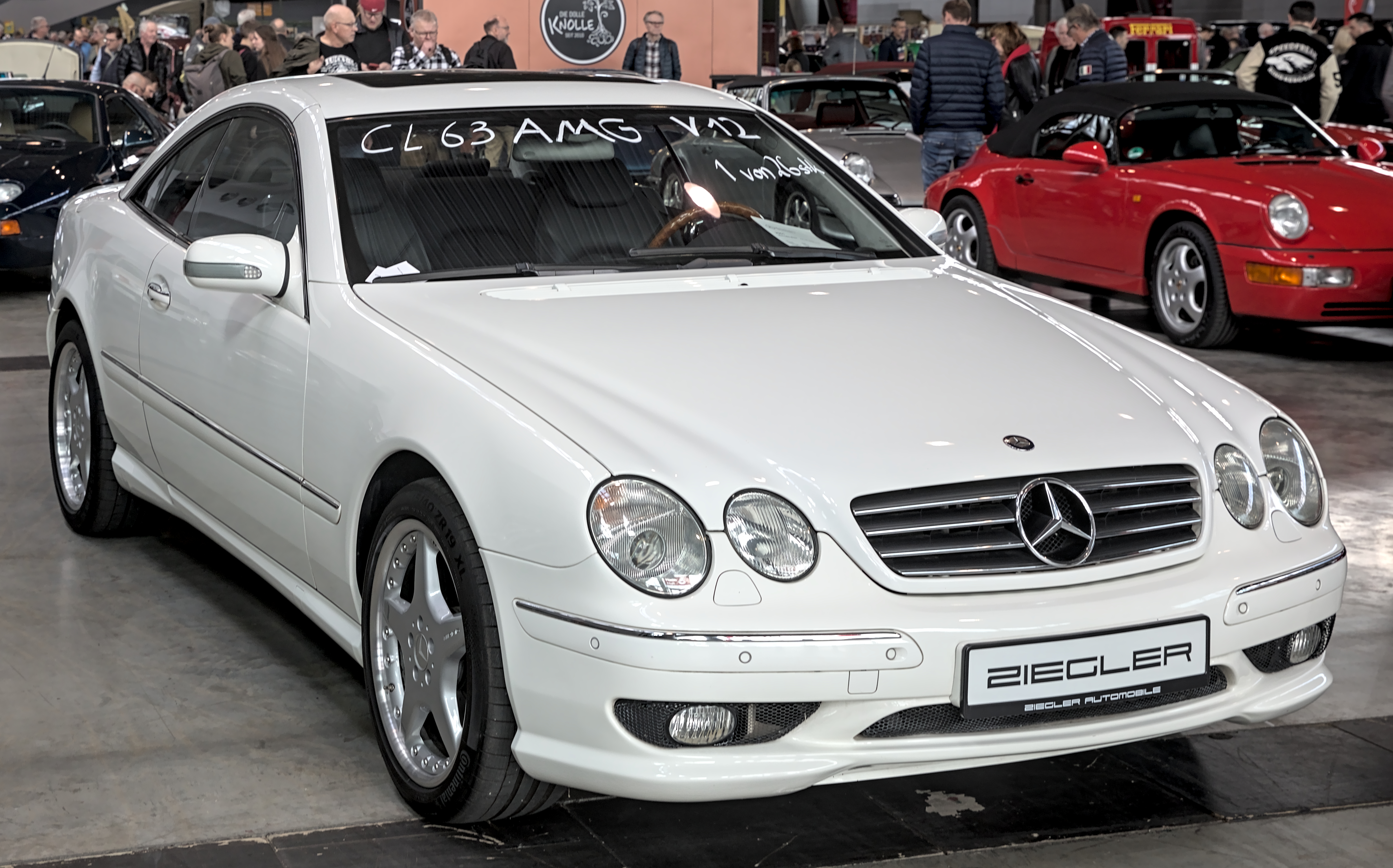
Mercedes-Benz CL 63 AMG (2002)

Kurzzeitig wurde von Ende 2001 bis Mitte 2002 der CL 63 AMG angeboten. Er besitzt einen von AMG im Hubraum erhöhten Zwölfzylinder, der 326 kW (444 PS) leistet. Nach kurzer Bauzeit wurde er durch den leistungsgesteigerten V8-Kompressor im CL 55 AMG abgelöst. Die Leistungsgrenze wird im Herbst 2003 noch einmal nach oben gerückt – mit dem CL 65 AMG, der 450 kW (612 PS) mobilisiert und zwischen 2000/min und 4000/min ein Drehmoment von 1000 Nm bereitstellt.

### Technische Daten
| Kenngrößen                                  | CL 500                       | CL 55 AMG                    | CL 55 AMG                    | CL 600                       | CL 600                       | CL 63 AMG                                              | CL 65 AMG                                              |
| Bauzeitraum                                 | 03/1999–03/2006              | 10/1999–10/2002              | 11/2002–03/2006              | 10/1999–05/2002              | 06/2002–03/2006              | 09/2001–06/2002                                        | 09/2003–03/2006                                        |
| Motorkenndaten                              |                              |                              |                              |                              |                              |                                                        |                                                        |
| Motorbezeichnung*                           | M 113 E 50                   | M 113 E 55                   | M 113 E 55 ML                | M 137 E 58                   | M 275 E 55 AL                | M 137 E 63                                             | M 275 E 60 AL                                          |
| Motortyp                                    | V8-Ottomotor                 | V8-Ottomotor                 | V8-Ottomotor                 | V12-Ottomotor                | V12-Ottomotor                | V12-Ottomotor                                          | V12-Ottomotor                                          |
| Gemischaufbereitung                         | Saugrohreinspritzung         | Saugrohreinspritzung         | Saugrohreinspritzung         | Saugrohreinspritzung         | Saugrohreinspritzung         | Saugrohreinspritzung                                   | Saugrohreinspritzung                                   |
| Motoraufladung                              | —                            | —                            | Kompressor                   | —                            | Biturbo                      | —                                                      | Biturbo                                                |
| Hubraum                                     | 4966 cm³                     | 5439 cm³                     | 5439 cm³                     | 5786 cm³                     | 5513 cm³                     | 6258 cm³                                               | 5980 cm³                                               |
| max. Leistung                               | 225 kW (306 PS) bei 5600/min | 265 kW (360 PS) bei 5500/min | 368 kW (500 PS) bei 6100/min | 270 kW (367 PS) bei 5500/min | 368 kW (500 PS) bei 5000/min | 326 kW (444 PS) bei 5500/min                           | 450 kW (612 PS) bei 4800/min                           |
| max. Drehmoment                             | 460 Nm bei 2700–4250/min     | 530 Nm bei 3150/min          | 700 Nm bei 2750–4000/min     | 530 Nm bei 4250/min          | 800 Nm bei 1800–3500/min     | 620 Nm bei 4400/min                                    | 1000 Nm bei 2000–4000/min                              |
| Kraftübertragung                            |                              |                              |                              |                              |                              |                                                        |                                                        |
| Antrieb, serienmäßig                        | Hinterradantrieb             | Hinterradantrieb             | Hinterradantrieb             | Hinterradantrieb             | Hinterradantrieb             | Hinterradantrieb                                       | Hinterradantrieb                                       |
| Fahrwerk, serienmäßig                       | Active Body Control          | Active Body Control          | Active Body Control          | Active Body Control          | Active Body Control          | Active Body Control                                    | Active Body Control                                    |
| Getriebe, serienmäßig                       | 5G-Tronic/ 7G-Tronic (1)     | 5G-Tronic                    | 5G-Tronic                    | 5G-Tronic                    | 5G-Tronic                    | 5G-Tronic                                              | 5G-Tronic                                              |
| Messwerte                                   |                              |                              |                              |                              |                              |                                                        |                                                        |
| Höchstgeschwindigkeit                       | 250 km/h (abgeregelt)        | 250 km/h (abgeregelt)        | 250 km/h (abgeregelt)        | 250 km/h (abgeregelt)        | 250 km/h (abgeregelt)        | 250 km/h (abgeregelt) 300 km/h (abgeregelt) auf Wunsch | 250 km/h (abgeregelt) 300 km/h (abgeregelt) auf Wunsch |
| Beschleunigung, 0–100 km/h                  | 6,3 s                        | 6,0 s                        | 4,8 s                        | 6,1 s                        | 4,8 s                        | 5,5 s                                                  | 4,2 s                                                  |
| Kraftstoffverbrauch auf 100 km (kombiniert) | 12,1 l Super                 | 13,4 l Super                 | 13,2 l Super                 | 13,3 l Super                 | 14,7 l Super                 | 14,4 l Super                                           | 14,9 l Super                                           |
| CO2-Emission (kombiniert)                   | 290 g/km                     | 320 g/km                     | 317 g/km                     | 321 g/km                     | 353 g/km                     | 338 g/km                                               | 357 g/km                                               |
| Abgasnorm nach EU-Klassifikation            | Euro 4                       | Euro 4                       | Euro 4                       | Euro 4                       | Euro 4                       | Euro 4                                                 | Euro 4                                                 |

* Die Motorbezeichnung ist wie folgt verschlüsselt:
M = Motor, Baureihe = 3-stellig, E = Saugrohreinspritzung, Hubraum = Deziliter (gerundet), A = Abgasturbolader, L = Ladeluftkühlung, ML = Kompressor

## Produktionszahlen
| Modell     | Konstruktionsbezeichnung | Produktionszeit Vorserie – Ende | Stückzahl |
| ---------- | ------------------------ | ------------------------------- | --------- |
| CL 500     | C 215 E 50               | 1998–2006                       | 32.224    |
| CL 600     | C 215 E 58               | 1998–2002                       | 6.348     |
| CL 600     | C 215 E 55 AL            | 2002–2005                       | 2.255     |
| CL 55 AMG  | C 215 E 55               | 2000–2002                       | 2.217     |
| CL 55 AMG  | C 215 E 55 ML            | 2002–2005                       | 4.163     |
| CL 65 AMG  | C 215 E 60 AL            | 2003–2005                       | 777       |
| Gesamtzahl |                          |                                 | 47.984    |

Quelle: Daimler AG

## Bestand in Deutschland
Aufgeführt ist der Bestand an Mercedes-Benz C 215 nach Hersteller- (HSN) und Typschlüsselnummern (TSN) im Zentralen Fahrzeugregister des Kraftfahrt-Bundesamtes. Typen mit weniger als 100 Fahrzeugen werden nicht ausgewiesen. Bis 2007 beinhaltete der Bestand neben der Anzahl der angemeldeten Fahrzeuge auch die Anzahl der vorübergehenden Stilllegungen. Seit 2008 enthält der Bestand lediglich den „fließenden Verkehr“ einschließlich der Saisonkennzeichen.
| Modell        | HSN/TSN       | kW            | 01.01.2005 | 01.01.2006 | 01.01.2007 | 01.01.2008 | 01.01.2009 | 01.01.2010 | 01.01.2011 | 01.01.2012 | 01.01.2013 | 01.01.2014 | 01.01.2015 | 01.01.2016 | 01.01.2017 | 01.01.2018 | 01.01.2019 | 01.01.2020 |
| ------------- | ------------- | ------------- | ---------- | ---------- | ---------- | ---------- | ---------- | ---------- | ---------- | ---------- | ---------- | ---------- | ---------- | ---------- | ---------- | ---------- | ---------- | ---------- |
| CL 500        | 0710/429      | 220           | 383        | 362        | 338        | 290        | 284        | 282        | 277        | 276        | 264        | 259        | 254        | 239        | 236        | 213        | 215        | 194        |
| CL 500        | 0710/430      | 225           | 3.193      | 3.164      | 2.922      | 2.334      | 2.298      | 2.318      | 2.252      | 2.237      | 2.178      | 2.098      | 2.021      | 2.001      | 1.888      | 1.817      | 1.764      | 1.728      |
| CL 600        | 0710/431      | 270           | 969        | 890        | 836        | 650        | 622        | 603        | 581        | 546        | 493        | 447        | 431        | 420        | 390        | 377        | 349        | 320        |
| CL 55 AMG     | 0710/452      | 265           | 255        | 213        | 199        | 136        | 137        | 131        | 137        | 139        | 136        | 127        | 124        | 122        | 127        | 121        | 132        | 131        |
| CL 55 AMG     | 0710/574      | 368           | 193        | 184        | 161        | 107        | 100        | 100        |            |            | 105        | 102        | 103        | 106        | 110        | 122        | 127        | 136        |
| CL 600        | 0710/575      | 368           | 298        | 291        | 274        | 201        | 203        | 196        | 192        | 186        | 183        | 175        | 172        | 167        | 159        | 150        | 144        | 137        |
| Gesamtbestand | Gesamtbestand | Gesamtbestand | 5.291      | 5.104      | 4.730      | 3.718      | 3.644      | 3.630      | 3.439      | 3.384      | 3.359      | 3.208      | 3.105      | 3.055      | 2.910      | 2.800      | 2.731      | 2.646      |
| Quelle        | Quelle        | Quelle        | [ 3 ]      | [ 4 ]      | [ 5 ]      | [ 6 ]      | [ 7 ]      | [ 8 ]      | [ 9 ]      | [ 10 ]     | [ 11 ]     | [ 12 ]     | [ 13 ]     | [ 14 ]     | [ 15 ]     | [ 16 ]     | [ 17 ]     | [ 18 ]     |